# Candela da massaggio

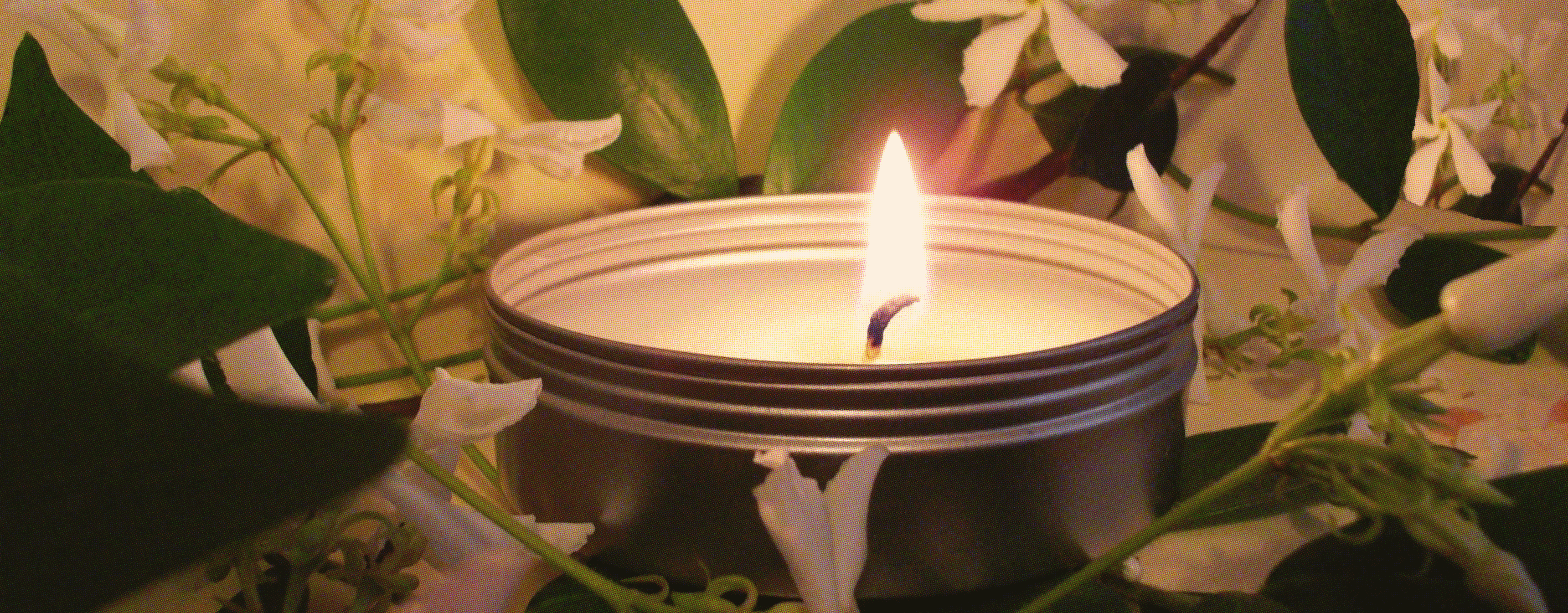
Candela da massaggio

Le candele da massaggio sono candele composte principalmente da burri, olii o da cera
di soia, caratterizzate dall'avere un basso punto di fusione (tra i 45° e i 55°) che ne consente l'utilizzo per massaggi rilassanti, idratanti e decontratturanti.
La capacità di fondere ad una temperatura più bassa rispetto alle tradizionali candele a base di paraffina le rendono adatte all'uso sulla cute senza il rischio di provocare ustioni.
Scegliere sempre candele realizzate secondo la normativa cosmetica e per assicurarsi di ciò' verificare che la confezione riporti:  ingredienti, inci names, pao, numero di lotto, nome del produttore, e la scritta che effettivamente sia una candela da massaggio. Essendo un prodotto Cosmetico non tutte le aziende possono produrlo.
Le candele da massaggio con burro di karite' hanno caratteristiche cosmetiche superiori rispetto alle candele alla soia.
Dal punto di vista pratico la candela da massaggio dovrebbe avere un beccuccio per versare e dosare facilmente sulla pelle una volta liquido il prodotto. Le candele in contenitore di porcellana - ceramica dissipano meglio il calore evitando riscaldamento per induzione.  È buona norma non tenere accesa la candela per oltre 1 ora (tempo del massaggio).

## Storia
La storia delle candele da massaggio non ha certamente radici antiche, nonostante ciò
non è possibile determinare quale paese fu il primo produttore,
è però possibile indicare in quali paesi si diffusero inizialmente:
- Hawaii: come evoluzione del tipico massaggio lomi lomi praticato dai maestri Kahuna . (forse un'ispirazione ma non certo la candela da massaggio come la intendiamo oggi).
- Italia: Azienda artigianale con tradizione nelle candele di origine vegetale che per prima produsse e distribuì le candele da massaggio cosmetiche. Il lancio del prodotto fu in occasione del Cosmoprof 2005 (fiera internazionale dei prodotti cosmetici) da quel momento divento' uno dei prodotti cult della cosmetologia mondiale. La stessa azienda collaboro' con una scuola da massaggio italiana mettendo le basi per la prima metodica da massaggio con candele cosmetiche, denominata appunto "candle massage"
- Cina: legato all'aromaterapia e alle tecniche hot stone praticate nei moderni distretti di Shanghai.

## Caratteristiche
Le candele da massaggio nelle loro più varie sfumature possono sono essere sostanzialmente divise in due tipologie:
- Candele a base di cera di soia: nonostante siano realizzate per il 100% da elementi naturali e abbiano un buon punto di fusione, sono considerate di qualità medio bassa. Ciò in quanto la cera di soia, nonostante possa essere utilizzata per le diverse tecniche di massaggio, non ha il medesimo potere idratante di altre formulazioni come quelle a base di olii o burri.
- Candele a base di olii e burri: Questo tipo di candele sono considerate la formulazione migliore per i seguenti motivi: Il punto di fusione basso e il grande livello di idratazione che olii e burri conferiscono alla candela. Le candele a base di olii sono in genere costituite da un mix con proporzioni variabili dei seguenti elementi: olio di cocco, olio di mandorle, burro di karité, burro di cacao, cera d'api.